# مثرن
مثرن (به انگلیسی: Mathern) یک منطقهٔ مسکونی در بریتانیا است که در مونموت‌شر واقع شده‌است. مثرن ۱٬۰۵۶ نفر جمعیت دارد.